# 姜涞
姜涞（2009年3月6日—），中国大陆童星，出生于浙江省杭州市。2014年，她因在北京卫视《妈妈听我说》节目中分享其在美妆方面的观点而引发争议。

## 生平
2009年3月6日，姜涞出生于中国浙江省杭州市。2011年，其参与杭州市第二届健康宝宝大赛，并成为该届比赛的十强选手，及获得“最上镜宝贝”奖项。在此后的数年时间内，其接获了不少电视机构的通告。姜的母亲甚至为此辞去工作以全力陪伴其女儿“赶通告”，惟其在接受《今日早报》采访时表示其无意让姜涞进入娱乐圈发展。2013年，其参加“爱学爱秀”宝宝智学才艺大赛，并获得全国三强。
2014年6月29日，姜涞与其母亲共同参演北京卫视亲子互动类节目《妈妈听我说》，并在节目中因“世界上没有丑女，只有懒女”等言论而于网络上走红，并获称“口红妹”，但亦引发了较大争议。2015年6月1日，其个人冠名节目《姜涞在说》上线播放。2016年7月，与丁乃钰、李昊煜以“鬼马评审团”名义参演金鹰卡通卫视歌唱类节目《中国新声代4》。
2017年3月24日，其参演湖南卫视儿童脱口秀节目《神奇的孩子》。同年，客串出演剧集《夏至未至》的“少年立夏”一角。2018年4月，出演剧集《北京女子图鉴》，在其中饰演“李晓芸女儿”。8月，与王亭玉、于潇再以“鬼马评审团”名义参演《中国新声代5》。

## 演艺记录

### 参演剧集
| 年份   | 名称             | 角色         | 备注/参考 |
| ------ | ---------------- | ------------ | --------- |
| 2017年 | 《夏至未至》     | 立夏（少年） | [ 8 ]     |
| 2018年 | 《北京女子图鉴》 | 李晓芸的女儿 | [ 9 ]     |

### 主持及常驻节目
| 日期                        | 名称             | 平台         | 备注/参考    |
| --------------------------- | ---------------- | ------------ | ------------ |
| 2014年6月29日－9月28日      | 《妈妈听我说》   | 北京卫视     | [ 4 ] [ 11 ] |
| 2015年6月1日－2017年8月17日 | 《姜涞在说》     | 芒果TV、优酷 |              |
| 2016年2月4日－11月29日      | 《童style涞袭》  | 优酷         |              |
| 2016年7月23日－9月17日      | 《中国新声代4》  | 金鹰卡通卫视 | [ 6 ]        |
| 2017年1月12日－6月29日      | 《童style涞袭2》 | 优酷         |              |
| 2018年8月11日－9月15日      | 《中国新声代5》  | 金鹰卡通卫视 | [ 10 ]       |

### 其他参演节目
| 日期                   | 名称           | 频道     | 备注/参考 |
| ---------------------- | -------------- | -------- | --------- |
| 2014年9月12日          | 《回声嘹亮》   | CCTV-3   | [ 12 ]    |
| 2017年3月24日、4月21日 | 《神奇的孩子》 | 湖南卫视 | [ 7 ]     |

## 争议
2014年6月29日，姜涞参演北京卫视《妈妈听我说》节目，并因其在当期节目的言论引发较大争议。有民众赞赏姜的口才及逻辑思维，但亦有不少网民根据其母亲在新浪微博上发布的内容质疑其母亲有利用女儿炒作的嫌疑。对此，姜母于节目播出次日在微博发文回应，称其仅是“尊重姜涞的天性”。
此外，《扬子晚报》于2014年7月5日发表评论文章，指出姜涞“只是处在多数女孩子都有过的羡慕美艳女性的阶段”，并认为其发表的观点“只是向大人学舌”。该文同时批评媒体以夸大问题之手段吸引观众眼球，并认为有关做法“一定会影响小女孩自然的成长过程”。

## 注解
1. ↑  姜涞本人尚无使用社交网络。